# Elecciones municipales de Abancay de 1995
Las elecciones municipales de Abancay de 1995 se llevaron a cabo el 12 de noviembre de 1995 para elegir al alcalde y al Concejo Provincial de Abancay para el periodo 1996-1998. La elección se celebró simultáneamente con elecciones municipales en todo el país.

## Sistema electoral
La Municipalidad Provincial de Abancay es el órgano administrativo y de gobierno de la provincia de Abancay. Está compuesta por el alcalde y el Concejo Provincial.
La votación del alcalde y el concejo se realiza en base al sufragio universal, que comprende a todos los ciudadanos nacionales mayores de dieciocho años, empadronados y residentes en la provincia de Abancay y en pleno goce de sus derechos políticos, así como a los ciudadanos no nacionales residentes y empadronados en la provincia de Abancay.
El Concejo Provincial de Abancay está compuesto por 14 regidores elegidos por sufragio directo para un período de tres (3) años, en forma conjunta con la elección del alcalde (quien lo preside). La votación es por lista cerrada y bloqueada. Se asigna a la lista ganadora los escaños según el método d'Hondt o la mitad más uno, lo que más le favorezca.

## Composición del Concejo Provincial de Abancay
La siguiente tabla muestra la composición del Concejo Provincial de Abancay antes de las elecciones.
| Partidos | Partidos                                                         | Regidores |
| -------- | ---------------------------------------------------------------- | --------- |
|          | Lista Independiente N° 5 Movimiento Independiente Abancay        | 11        |
|          | Izquierda Unida                                                  | 4         |
|          | Partido Aprista Peruano                                          | 2         |
|          | Lista Independiente N° 25 Movimiento Independiente Cambio 93     | 1         |
|          | Lista Independiente N° 3 Movimiento Independiente Nuevo Apurímac | 1         |

## Partidos y candidatos
A continuación se muestra una lista de los principales partidos y alianzas electorales que participaron en las elecciones:
| Candidatura | Candidatura | Partidos y alianzas               | Candidatos | Candidatos                 | Ideología                                | Resultado previo | Resultado previo | Ref. |
| Candidatura | Candidatura | Partidos y alianzas               | Candidatos | Candidatos                 | Ideología                                | Votos (%)        | Reg.             | Ref. |
| ----------- | ----------- | --------------------------------- | ---------- | -------------------------- | ---------------------------------------- | ---------------- | ---------------- | ---- |
|             | AP          | Lista - Acción Popular (AP)       |            | Sin información disponible | Humanismo Nacionalismo cívico Reformismo | 4.92%            | 0                |      |
|             | IND         | Lista - Lista Independiente N° 7  |            | Sin información disponible | Localismo abanquino                      | Nuevo            | Nuevo            |      |
|             | IND         | Lista - Lista Independiente N° 9  |            | Luis Barra Pacheco         | Localismo abanquino                      | Nuevo            | Nuevo            |      |
|             | IND         | Lista - Lista Independiente N° 15 |            | Sin información disponible | Localismo abanquino                      | Nuevo            | Nuevo            |      |
|             | IND         | Lista - Lista Independiente N° 17 |            | Sin información disponible | Localismo abanquino                      | Nuevo            | Nuevo            |      |
|             | IND         | Lista - Lista Independiente N° 19 |            | Sin información disponible | Localismo abanquino                      | Nuevo            | Nuevo            |      |

Otros candidatos
| Partidos y alianzas | Partidos y alianzas       | Candidatos                 |
| ------------------- | ------------------------- | -------------------------- |
|                     | Lista Independiente N° 3  | Sin información disponible |
|                     | Lista Independiente N° 5  | Sin información disponible |
|                     | Lista Independiente N° 11 | Sin información disponible |
|                     | Lista Independiente N° 13 | Sin información disponible |

## Resultados

### Sumario general
|                        |                           |              |              |              |           |           |
| Partidos y coaliciones | Partidos y coaliciones    | Voto popular | Voto popular | Voto popular | Regidores | Regidores |
| Partidos y coaliciones | Partidos y coaliciones    | Votos        | %            | ±pp          | Total     | +/−       |
|                        | Lista Independiente N° 9  | 6,739        | 33.50        | n/a          | 8         | +8        |
|                        | Lista Independiente N° 17 | 2,869        | 14.26        | n/a          | 2         | +2        |
|                        | Lista Independiente N° 15 | 2,600        | 12.93        | n/a          | 2         | +2        |
|                        | Lista Independiente N° 7  | 2,462        | 12.24        | n/a          | 1         | +1        |
|                        | Lista Independiente N° 19 | 1,639        | 8.15         | n/a          | 1         | +1        |
|                        | Lista Independiente N° 11 | 981          | 4.88         | n/a          | 0         | ±0        |
|                        | Lista Independiente N° 13 | 947          | 4.71         | n/a          | 0         | ±0        |
|                        | Lista Independiente N° 5  | 788          | 3.92         | n/a          | 0         | ±0        |
|                        | Lista Independiente N° 3  | 756          | 3.76         | n/a          | 0         | ±0        |
|                        | Acción Popular (AP)       | 334          | 1.66         | –3.26        | 0         | ±0        |
|                        |                           |              |              |              |           |           |
| Total                  | Total                     | 20,115       |              |              | 14        | –5        |
|                        |                           |              |              |              |           |           |
| Votos válidos          | Votos válidos             | 20,115       | 78.33        | +8.57        |           |           |
| Votos en blanco        | Votos en blanco           | 2,793        | 10.88        | +6.37        |           |           |
| Votos nulos            | Votos nulos               | 2,773        | 10.80        | –14.94       |           |           |
| Votos emitidos         | Votos emitidos            | 25,681       | 68.74        | +9.94        |           |           |
| Abstenciones           | Abstenciones              | 11,680       | 31.26        | –9.94        |           |           |
| Votantes registrados   | Votantes registrados      | 37,361       |              |              |           |           |
|                        |                           |              |              |              |           |           |
| Fuente:                |                           |              |              |              |           |           |

## Elecciones municipales distritales

### Resultados por distrito
La siguiente tabla enumera el control de los distritos de la provincia de Abancay. El cambio de mando de una organización política se resalta del color de ese partido.
| Distrito             | Alcalde(sa) electo(a)     | Partido político | Partido político        | Alcalde(sa) electo(a)        | Partido político | Partido político          |
| -------------------- | ------------------------- | ---------------- | ----------------------- | ---------------------------- | ---------------- | ------------------------- |
| Chacoche             | Segundo Quispe Villarroel |                  | Izquierda Unida         | Apolinario Cconislla Truevas |                  | Lista Independiente N° 5  |
| Circa                | Zoilo Serrano Cerro       |                  | Izquierda Unida         | Eusebio Huamaní Román        |                  | Lista Independiente N° 19 |
| Curahuasi            | Elías Segovia Ruiz        |                  | Partido Aprista Peruano | Elías Segovia Ruiz           |                  | Lista Independiente N° 17 |
| Huanipaca            | Gervacio Zambrano Amao    |                  | Izquierda Unida         | Wilfredo Zambrano Flores     |                  | Lista Independiente N° 7  |
| Lambrama             | Eloy Gamarra Pereyra      |                  | Independiente Abancay   | Alipio Chipana Yupanqui      |                  | Lista Independiente N° 15 |
| Pichirhua            | Luis Bravo Moreano        |                  | Izquierda Unida         | Gregorio Núñez Quispe        |                  | Lista Independiente N° 19 |
| San Pedro de Cachora | Fabio Huamanñahui Jara    |                  | Izquierda Unida         | Alberto Rivero Ortiz         |                  | Lista Independiente N° 19 |
| Tamburco             | Hernán Camacho Silva      |                  | Nuevo Apurímac          | Alejandro Caballero Huachaca |                  | Lista Independiente N° 7  |